# Perr Schuurs
Perr Schuurs (Nieuwstadt, 26 novembre 1999) è un calciatore olandese, difensore o centrocampista del Torino.

## Biografia
Il padre Lambert (nato nel 1962) è un ex giocatore di pallamano professionista, detentore del record di presenze con la nazionale olandese; la sorella maggiore Demi (nata nel 1993) è una tennista professionista, mentre l’altra sorella maggiore Fleau (nata nel 1996) gioca a sua volta a pallamano.

## Caratteristiche tecniche
È un difensore centrale, che agisce prevalentemente sul centro-destra, ma può ricoprire anche il ruolo di mediano in un centrocampo a tre. Molto abile nei colpi di testa su calcio piazzato e dotato di grande personalità, è abile anche nella lettura del gioco e nelle uscite con la palla al piede.

## Carriera

### Club

#### Fortuna Sittard e Ajax
Nato a Nieuwstadt, Schuurs inizia a giocare in una scuola calcio locale, per poi entrare a far parte del settore giovanile del Fortuna Sittard nel 2011. Qui, esordisce in prima squadra il 14 ottobre 2016, a 17 anni non ancora compiuti, in occasione dell'incontro vinto 2-0 contro il VVV-Venlo. Segna la sua prima rete il 6 febbraio seguente, nel match vinto 5-2 contro il Jong Ajax. All'inizio della stagione 2017-2018, viene nominato capitano della squadra, nonostante la giovanissima età.
Il 7 dicembre 2017, Schuurs viene acquistato dall'Ajax per circa due milioni di euro, restando però in prestito al Fortuna Sittard fino al termine della stagione. Con i Lancieri, il difensore firma un contratto quadriennale a partire dalla stagione 2018-2019.
Fa quindi il suo debutto con l'Ajax il 26 settembre 2018, in occasione del match di coppa nazionale vinto per 7-0 contro l'HVV te Werve: nell'occasione, segna anche la prima rete dell'incontro dopo dieci minuti di gioco. Il 6 agosto 2019, debutta in UEFA Champions League giocando l’intera gara dei preliminari contro il PAOK. Segna il suo primo gol in Eredivisie il 14 settembre seguente, nel successo per 4-1 sull'Heerenveen. Nella stagione seguente, Schuurs si guadagna definitivamente il posto da titolare al fianco di Daley Blind, collezionando un totale di 40 presenze e un gol lungo l'annata e partecipando alla vittoria sia del campionato, sia della Coppa d'Olanda. Inoltre, nel gennaio del 2021 il difensore rinnova il proprio contratto con la società di Amsterdam fino al 2025.

#### Torino
Il 18 agosto 2022, Schuurs viene acquistato dal Torino per una cifra stimata intorno ai 13 milioni di euro, più eventuali bonus. Il 27 agosto successivo, fa il suo esordio con i granata in Serie A, partendo da titolare nella partita in casa della Cremonese, vinta per 2-1. Il 18 ottobre, invece, il difensore segna la sua prima rete all'esordio in Coppa Italia, nella partita dei sedicesimi di finale contro il Cittadella, vinta per 4-0. Ciononostante, il cammino del Torino nella competizione si fermerà ai quarti contro la Fiorentina.
A fine annata, conclusa dalla sua squadra al 10º posto, quello rimarrà il suo unico gol, eppure nel giocatore si nota una grande e costante evoluzione, infatti dopo le prime partite di apprendistato entra a fare parte stabilmente dell'11 titolare di mister Juric e collezionerà 30 presenze in campionato condite da 2 assist, partite nelle quali si evince il talento atletico evidente dell'olandese.
Nella stagione seguente trova il primo gol in campionato nella sconfitta per 4-1 a San Siro contro il Milan, realizzando il momentaneo 1-1 della squadra granata. Il 21 ottobre 2023, in occasione della partita interna contro l'Inter (terminata 0-3) si frattura accidentalmente il legamento crociato anteriore sinistro e, conseguentemente, la sua stagione termina prematuramente.

### Nazionale
Nel settembre del 2020, Schuurs ha ricevuto la sua prima convocazione con la nazionale olandese, in vista degli incontri di Nations League contro Polonia e Italia, senza però fare il suo esordio ufficiale.

## Statistiche

### Presenze e reti nei club
Statistiche aggiornate al 27 ottobre 2023.
| Stagione               | Squadra                | Campionato             | Campionato | Campionato | Coppe nazionali | Coppe nazionali | Coppe nazionali | Coppe continentali | Coppe continentali | Coppe continentali | Altre coppe | Altre coppe | Altre coppe | Totale | Totale | Totale |
| Stagione               | Squadra                | Comp                   | Pres       | Reti       | Comp            | Pres            | Reti            | Comp               | Pres               | Reti               | Comp        | Pres        | Reti        | Pres   | Reti   |        |
| ---------------------- | ---------------------- | ---------------------- | ---------- | ---------- | --------------- | --------------- | --------------- | ------------------ | ------------------ | ------------------ | ----------- | ----------- | ----------- | ------ | ------ | ------ |
| 2016-2017              | Fortuna Sittard        | 1D                     | 24         | 2          | CO              | 0               | 0               | -                  | -                  | -                  | -           | -           | -           | 24     | 2      |        |
| 2017-2018              | Fortuna Sittard        | 1D                     | 33         | 8          | CO              | 3               | 0               | -                  | -                  | -                  | -           | -           | -           | 36     | 8      |        |
| Totale Fortuna Sittard | Totale Fortuna Sittard | Totale Fortuna Sittard | 57         | 10         |                 | 3               | 0               |                    | -                  | -                  |             | -           | -           | 60     | 10     |        |
| 2018-2019              | Jong Ajax              | 1D                     | 29         | 4          | -               | -               | -               | -                  | -                  | -                  | -           | -           | -           | 29     | 4      |        |
| 2019-2020              | Jong Ajax              | 1D                     | 2          | 1          | -               | -               | -               | -                  | -                  | -                  | -           | -           | -           | 2      | 1      |        |
| Totale Jong Ajax       | Totale Jong Ajax       | Totale Jong Ajax       | 31         | 5          |                 | -               | -               |                    | -                  | -                  |             | -           | -           | 31     | 5      |        |
| 2018-2019              | Ajax                   | ED                     | 1          | 0          | CO              | 3               | 1               | UCL                | 0                  | 0                  | -           | -           | -           | 4      | 1      |        |
| 2019-2020              | Ajax                   | ED                     | 10         | 1          | CO              | 1               | 0               | UCL+UEL            | 3+2                | 0                  | SO          | 1           | 0           | 17     | 1      |        |
| 2020-2021              | Ajax                   | ED                     | 27         | 1          | CO              | 4               | 0               | UCL+UEL            | 4+6                | 0                  | -           | -           | -           | 41     | 1      |        |
| 2021-2022              | Ajax                   | ED                     | 22         | 0          | CO              | 5               | 0               | UCL                | 3                  | 0                  | -           | -           | -           | 30     | 1      |        |
| lug.-ago. 2022         | Ajax                   | ED                     | 2          | 0          | CO              | -               | -               | UCL                | -                  | -                  | SO          | 1           | 0           | 3      | 0      |        |
| Totale Ajax            | Totale Ajax            | Totale Ajax            | 62         | 2          |                 | 13              | 1               |                    | 18                 | 0                  |             | 2           | 0           | 95     | 3      |        |
| 2022-2023              | Torino                 | A                      | 30         | 0          | CI              | 3               | 1               | -                  | -                  | -                  | -           | -           | -           | 33     | 1      |        |
| 2023-2024              | Torino                 | A                      | 9          | 1          | CI              | 1               | 0               | -                  | -                  | -                  | -           | -           | -           | 10     | 1      |        |
| 2024-2025              | Torino                 | A                      | 0          | 0          | CI              | -               | -               | -                  | -                  | -                  | -           | -           | -           | 0      | 0      |        |
| Totale Torino          | Totale Torino          | Totale Torino          | 39         | 1          |                 | 4               | 1               |                    | -                  | -                  |             | -           | -           | 43     | 2      |        |
| Totale carriera        | Totale carriera        | Totale carriera        | 187        | 18         |                 | 18              | 2               |                    | 18                 | 0                  |             | 2           | 0           | 227    | 20     |        |

## Palmarès
- Campionato olandese: 3

Ajax: 2018-2019, 2020-2021, 2021-2022
- Coppa olandese: 2

Ajax: 2018-2019, 2020-2021
- Supercoppa olandese: 1

Ajax: 2019